# Vasorhabdochona cablei
Vasorhabdochona cablei är en rundmaskart. Vasorhabdochona cablei ingår i släktet Vasorhabdochona och familjen Thelaziidae. Inga underarter finns listade i Catalogue of Life.